# Luis Javier Delgado
Luis Javier Delgado Prado (Alajuela, 28 luglio 1968) è un ex calciatore costaricano, di ruolo difensore.